# 19955 Hollý
19955 Hollý è un asteroide della fascia principale. Scoperto nel 1984, presenta un'orbita caratterizzata da un semiasse maggiore pari a 3,0672630 UA e da un'eccentricità di 0,1451441, inclinata di 12,13069° rispetto all'eclittica.
L'asteroide è dedicato al poeta slovacco Ján Hollý (1785-1849).